# Nathalie Roussel
Nathalie Roussel (n. 14 septembrie 1956) este o actriță si cântăreață franceză. Ea a cântat duete cu Yasmine Dahm.

## Filmografie
- 1974 : Les Violons du bal : La sœur de Michel
- 1974 : Le Cri du cœur : Babette
- 1975 : Section spéciale
- 1975 : Parlez-moi d'amour : Anne
- 1977 : Banlieue Sud-Est (feuilleton TV) : Zézette
- 1978 : Mazarin (feuilleton TV) : Marie Mancini
- 1979 : Les Givrés : Nathalie
- 1979 : Le Jeune homme vert (feuilleton TV) : Chantal
- 1980 : La Pharisienne (TV) : Michèle Pian
- 1982 : Guy de Maupassant
- 1990 : La Gloire de mon père : Augustine
- 1990 : L'Or et le papier (série TV) : Jeanne Bouvier
- 1990 : Le Château de ma mère : Augustine
- 1991 : Simple mortel : Brigitte
- 1992 : Mayrig : Gayane
- 1992 : Les Cœurs brûlés (série TV)
- 1993 : Mayrig (feuilleton TV) : Gayane
- 1993 : L'Affaire Seznec (TV) : Marie-Jeanne Seznec
- 1993 : Antoine Rives, juge du terrorisme (série TV) : Commissaire Claire Devaux
- 1993 : 588, rue Paradis : Gayane
- 1994 : 3000 Scénarios contre un virus : (segment "L'Exclusion")
- 1995 : Ange Espérandieu (TV) : Dolores
- 1996 : Un homme est tombé dans la rue
- 1996 : Il Barone (feuilleton TV) : Annalisa
- 1996 : Mon père avait raison (TV) : Loulou
- 1997 : Le Grand Batre (TV) : Zanie
- 1998 : Dossier: disparus (série TV) : Florence Sobel
- 2000 : T'aime : Jeanne Michel
- 2000 : Route de nuit (TV) : Mathilde
- 2001 : Les Rois mages : La mère de Macha
- 2001 : Commissariat Bastille (série TV) : Marie (2001-2003)
- 2004 : Moments de vérité (TV) : Marie
- 2005 : La Femme Coquelicot (TV) : Céline
- 2007 : À l'intérieur : Louise
- 2010 : Nicolas le Floch (série TV) La larme de Varsovie : la reine